# Росс Патрідж
Росс Патрідж (англ. Ross Partridge; нар. 26 лютого 1968, Нью-Йорк, Каліфорнія, США) — американський актор.

## Біографія
Росс Патрідж народився в Нью-Йорку, США. До початку кар'єри у кінематографі працював барменом у одному ресторані Голлівуду. Зніматися почав у 1991. У 1992 отримав роль у фільмі «Каффс» з Крістіаном Слейтером і Міллою Йовович у головних ролях. Наступного року виконав ключову роль у фільмі жахів «Амітвілль: Нове покоління».
У 1997 виконав епізодичну роль у стрічці «Парк Юрського періоду 2: Загублений світ». У 2000 Росс виступив режисером та сценаристом фільму «Шосе 84». У 2008 вийшло дві стрічки з Патріджем: «Пакетоголовий», в якому актор виконав головну роль і «Випускний». У комедії «Погодуй рибку» виконав роль письменника Джо Петерсона. Росс написав сценарій «Спільні друзі», у якому також виконав одну із ролей.
У 2015 вийшла стрічка з Джулією Робертс і Ніколь Кідман «Секрет у їхніх очах» у Росса була роль другого плану Елліса. У фільмі «Ягня» актор виконав роль Девіда, а також Патрідж написав сценарій та був продюсером цієї драми. У грудні 2016 стало відомо, що Росс Патрідж, Карен Фукухара, Крістін Вудс, Міяві приєдналася до акторського складу фільму «Stray».

## Особисте життя
У 2016 одружився з акторкою Дженніфер Лафлер після десяти років стосунків.

## Фільмографія

### Фільми
| Рік  | Назва                                      | Оригінальна назва                                | Роль              | Примітки               |
| ---- | ------------------------------------------ | ------------------------------------------------ | ----------------- | ---------------------- |
| 1992 | «Каффс»                                    | Kuffs                                            | Роберт            |                        |
| 1993 | «Амітвілль: Нове покоління»                | Amityville: A New Generation                     | Кейз Террі        | відео                  |
| 1997 | «Парк Юрського періоду 2: Загублений світ» | The Lost World: Jurassic Park                    | чоловік           |                        |
| 1999 | «Чорне та біле»                            | Black and White                                  | Майкл Клеменс     |                        |
| 1999 |                                            | The Kiss                                         | актор             |                        |
| 2008 | «Пакетоголовий»                            | Baghead                                          | Метт              |                        |
| 2008 | «Випускний»                                | Prom Night                                       | бізнесмен         |                        |
| 2009 | «Погодуй рибку»                            | Feed the Fish                                    | Джо Петерсон      |                        |
| 2010 | «Безкоштовний квиток»                      | The Freebie                                      | бармен            |                        |
| 2010 | «Ефект озера»                              | The Lake Effect                                  | Роб               |                        |
| 2011 | «Години відпочинку»                        | The Off Hours                                    | Олівер            |                        |
| 2011 |                                            | Treatment                                        | Грегг Д           |                        |
| 2011 | «Низька точність»                          | Low Fidelity                                     | Брендман          |                        |
| 2013 | «Сумнів»                                   | Doubt                                            | Пітер Браун       | телефільм              |
| 2013 |                                            | The Playback Singer                              | Рей Томассі       |                        |
| 2013 | «Пасадена»                                 | Cold Turkey                                      | ТіДжей            |                        |
| 2013 | «Спільні друзі»                            | Mutual Friends                                   | Семмі             |                        |
| 2013 |                                            | Siren                                            | Карл              |                        |
| 2014 | «Опівнічне плавання»                       | The Midnight Swim                                | Джош              |                        |
| 2015 | «Ягня»                                     | Lamb                                             | Девід Лем         |                        |
| 2015 | «Шибениця»                                 | Hangman                                          |                   |                        |
| 2015 |                                            | The Middle Distance                              | Неіл              |                        |
| 2015 | «Секрет у їхніх очах»                      | Secret in Their Eyes                             | Елліс             |                        |
| 2015 | «Весільні вбивства»                        | The Wedding Murders                              | Дженкінс          |                        |
| 2016 | «Білий король»                             | The White King                                   | Пітер             |                        |
| 2016 | «6 історій про кохання»                    | 6 Love Stories                                   | Вес Елліс         |                        |
| 2016 | «Погане серце Бастера»                     | Buster's Mal Heart                               | телефонний псих   |                        |
| 2017 | «Скляний замок»                            | The Glass Castle                                 | водій             |                        |
| 2017 |                                            | 6 Dynamic Laws for Success in Life, Love & Money | Мілтон Монтгомері |                        |
| 2017 | «Поганий Пітер»                            | Bad Peter                                        | Пітер             | короткометражний фільм |
| 2019 |                                            | The Marcus Garvey Story                          | Лео Гілі          |                        |
| 2019 | «Брокер»                                   | Broker                                           | Метт              | телефільм              |
| 2019 | Надприродне                                | Stray                                            | Джейк             |                        |
| 2019 | «Пральня»                                  | The Laundromat                                   | аташе             |                        |
| 2019 |                                            | Less Than Zero                                   | Овен              | телефільм              |
| 2019 |                                            | Swing Low                                        | шериф             |                        |

### Серіали
| Рік  | Назва                         | Оригінальна назва              | Роль                        | Примітки  |
| ---- | ----------------------------- | ------------------------------ | --------------------------- | --------- |
| 1991 | «Флеш»                        | The Flash                      | Розумник                    | 1 епізод  |
| 1992 | «Квантовий стрибок»           | Quantum Leap                   | відображення Макса Грінмена | 1 епізод  |
| 1992 | «У яскравих барвах»           | In Living Color                |                             | 1 епізод  |
| 1996 | «Діагноз: Убивство»           | Diagnosis Murder               | Ерік Темпл                  | 1 епізод  |
| 1996 |                               | Maybe This Time                | Девід                       | 1 епізод  |
| 1996 | «Вулиця Гадсон»               | Hudson Street                  | Едуардо                     | 1 епізод  |
| 1998 | «Мережа»                      | The Net                        | Расті Олсен                 | 1 епізод  |
| 2001 | «Закон і порядок»             | Law & Order                    | Гібсон                      | 1 епізод  |
| 2004 | «CSI: Місце злочину»          | CSI: Crime Scene Investigation | Ед Бернелл                  | 1 епізод  |
| 2004 | «Поліція Нью-Йорка»           | NYPD Blue                      | Паркс Бентон                | 1 епізод  |
| 2007 | «Як обертається світ»         | As the World Turns             | Міло Шогнессі               | 4 епізоди |
| 2011 | «Як досягти успіху в Америці» | How to Make It in America      | Стів                        | 3 епізоди |
| 2015 | «Менталіст»                   | The Mentalist                  | Стівен Корбелл              | 1 епізод  |
| 2015 | «Баттл-Крік»                  | Battle Creek                   | Дерек Гендерсон             | 1 епізод  |
| 2016 | «Дуже дивні справи»           | Stranger Things                | Лонні                       | 4 епізоди |
| 2017 | «Мільярди»                    | Billions                       | Том Мак-Кіннон              | 3 епізоди |
| 2017 | «Кімната 104»                 | Room 104                       | Бредлі                      | 1 епізод  |
| 2017 | «Біла ворона»                 | Insecure                       | Джонсон                     | 2 епізоди |
| 2018 | «9-1-1»                       | 9-1-1                          | Деніел Купер                | 1 епізод  |
| 2018 | «Без обов'язків»              | Casual                         | Майкл                       | 1 епізод  |
| 2018 | «Гравці»                      | Ballers                        | Шон                         | 1 епізод  |
| 2018 | «Сліпа зона»                  | Blindspot                      | полковник Бек               | 1 епізод  |
| 2019 | «Адам руйнує все»             | Adam Ruins Everything          | Білл Сют                    | 1 епізод  |